# Iragua circulifera
Iragua circulifera är en insektsart som beskrevs av Taschenberg 1884. Iragua circulifera ingår i släktet Iragua och familjen dvärgstritar. Inga underarter finns listade i Catalogue of Life.